# Too Pure
Too Pure es una compañía discográfica independiente británica formada en el año 1990 por Richard Roberts y Paul Cox. El sello se dedicó a editar música independiente y experimental que era ignorada por los sellos grandes. Algunos de los descubrimientos del sello incluyen a PJ Harvey y Stereolab.
El sello está afiliado a Beggars Banquet Records, que se encarga de la distribución.